# Stegana schildi
Stegana schildi är en tvåvingeart som beskrevs av Malloch 1924. Stegana schildi ingår i släktet Stegana och familjen daggflugor.
Artens utbredningsområde är Costa Rica. Inga underarter finns listade i Catalogue of Life.